# Upsilon Boötis
Upsilon Boötis (υ Boo / υ Boötis) è una stella gigante arancione di magnitudine 4,05 situata nella costellazione di Boote. Dista 245 anni luce dal sistema solare.

## Osservazione
Si tratta di una stella situata nell'emisfero celeste boreale; grazie alla sua posizione non fortemente boreale, può essere osservata dalla gran parte delle regioni della Terra, sebbene gli osservatori dell'emisfero nord siano più avvantaggiati. Nei pressi del circolo polare artico appare circumpolare, mentre resta sempre invisibile solo in prossimità dell'Antartide. Essendo di magnitudine 4, la si può osservare anche dai piccoli centri urbani senza difficoltà, sebbene un cielo non eccessivamente inquinato sia maggiormente indicato per la sua individuazione.
Il periodo migliore per la sua osservazione nel cielo serale ricade nei mesi compresi fra fine marzo e agosto; da entrambi gli emisferi il periodo di visibilità rimane indicativamente lo stesso, grazie alla posizione della stella non lontana dall'equatore celeste.

## Caratteristiche fisiche
La stella è una gigante arancione con una massa di poco superiore a quella solare, ma un raggio che è 44 volte superiore ed una luminosità 330 maggiore di quella del Sole. Ha una magnitudine assoluta di -0,33 e la sua velocità radiale positiva indica che la stella si sta allontanando dal sistema solare.